# Timothy Austin
Timothy Austin est un boxeur américain né le 14 avril 1971 à Cincinnati, Ohio.

## Carrière
Il participe aux Jeux olympiques de Barcelone en 1992 dans la catégorie super-mouches et remporte la médaille de bronze.
Passé professionnel en 1993, il devient champion du monde des poids coqs IBF le 19 juillet 1997 aux dépens de Mbulelo Botile et conserve son titre jusqu'au 15 février 2003 lorsqu'il est battu par Rafael Márquez.

### Parcours auxJeux olympiques
Jeux olympiques d'été de 1992 à Barcelone (poids super-mouches) :
- Bat Yuliyan Strogov (Bulgarie) 19-7
- Bat Benjamin Mwangata (Tanzanie) 19-8
- Perd contre Raúl González (Cuba) par arrêt de l'arbitre au premier round